# Новодолинское
Новодолинское (укр. Новодолинське; до 2024 года — Новое Тарутино) — село на реке Кантемир, относится к Болградскому району Одесской области Украины.
Население по переписи 2001 года составляло 564 человека. Почтовый индекс — 68512. Телефонный код — 8-04847. Занимает площадь 1,24 км². Код КОАТУУ — 5124786401.

## Местный совет
68553, Одесская обл., Болградский р-н, с. Новое Тарутино, ул. Советская, 8